# حارة هران (ذمار)

تعديل مصدري - تعديل

حارة هران هي إحدى حارات مدينة ذمار التابعة لمحافظة ذمار، بلغ تعداد سكانها 4,200 نسمة حسب تعداد اليمن لعام 2004.